# Innerkoflerturm
Der Innerkoflerturm (ladinisch Piza Innerkofler, Ciampanil Innerkofler, italienisch Torre Innerkofler) ist ein 3081 m s.l.m. hoher Gipfel der Langkofelgruppe, eines Gebirgsstocks in den Grödner Dolomiten, an der Grenze zwischen Südtirol und dem Trentino in Italien. Benannt ist der Innerkoflerturm nach Michl Innerkofler, der diesen im August 1880 zum ersten Mal bestiegen hat.

## Lage, Beschreibung, Zugang
Das Gebirgsmassiv der Langkofelgruppe erhebt sich zwischen dem Grödner Tal und dem Fassatal, fällt im Westen zur Seiser Alm ab und ist im Osten durch das Sellajoch vom Sellamassiv getrennt. Der Innerkoflerturm ist der dritthöchste Gipfel der Langkofelgruppe, wird aber von der östlich direkt daneben gelegenen Grohmannspitze (3114 m) dominiert, von der er durch die Grohmannscharte getrennt ist. Westlich des Gipfels befindet sich  – getrennt durch die Zahnkofelscharte – der Zahnkofel (3000 m). Die Fünffingerspitze, die Grohmannspitze, der Innerkoflerturm und der Zahnkofel bilden eine Gipfelkette, die sich zum Sellajoch öffnet.
Der Zugang zum Innerkoflerturm ist von mehreren Seiten möglich, er wird meist jedoch vom Sellajoch her bestiegen. Vom Sellajoch kommend geht man zum Rifugio Valentini und dann auf dem Fahrweg zum Sattel des Col Rodella und von dort über einen Rücken zum Fuß der Grohmannspitze; unter dieser wird zum Innerkoflerturm gequert. Eine Besteigung ist nur für Kletterer möglich, für diese eröffnen sich einige Möglichkeiten (siehe Alpinismus).

## Geschichte der Besteigung
Erstmals bestiegen wurde der Turm von Michael Innerkofler im August 1880 über den Normalweg, allerdings eher zufällig, da er eigentlich die Grohmannspitze besteigen wollte, sich aber im Gipfel geirrt hatte, da er zum ersten Mal in der Langkofelgruppe unterwegs war.
Am 18. August 1908 eröffnete Luigi Rizzi mit Guido Maier, Max Mayer und G. Davarda eine Tour durch den berüchtigten „Rizzikamin“, einen 500 m hohen, sehr tiefen, innen meist feuchten, eher abweisenden Kamin. Selbst der damalige Kletterstar Paul Preuß hatte bei der zweiten Begehung Schwierigkeiten, sie galt lange als eine der schwersten Routen. Heini Holzer gelang am 22. Dezember 1971 die erste Winterbegehung im Alleingang, er stieg auch durch den Kamin wieder ab.
Die Innerkoflerturm-Ostwand wurde erstmals am 6. August 1910 von Angelo Dibona, Luigi Rizzi, Guido und Max Mayer in einer Ost-West-Überschreitung begangen. Die nach dem Erstbesteiger benannte „Dibona“ ist auch heute noch eine beliebte Klettertour.

## Alpinismus
Obwohl der Innerkoflerturm der dritthöchste Gipfel der Langkofelgruppe ist, wird er vergleichsweise selten bestiegen. Selbst der Normalweg auf den Gipfel ist anspruchsvoll, er hat einige Stellen, die der Schwierigkeit UIAA 3 entsprechen. Es ist kein Wanderweg und nicht gesichert.
Für Kletterer gibt es einige lohnende Klettertouren, beliebt ist die „Dibona“  (siehe oben) und die „Via del Calice“ in der Innerkoflerturm-Südwand. Der Abstieg von beiden Touren erfolgt über den Normalweg.
Für Eistouren ist das Eis-Couloir Mistica beliebt, das bei moderaten Schwierigkeiten vom Kar bis zum Gipfelplateau des Innerkoflerturms führt.

Innerkoflerturm
Historische Aufnahme von 1928 von Südwesten, links der Plattkofel
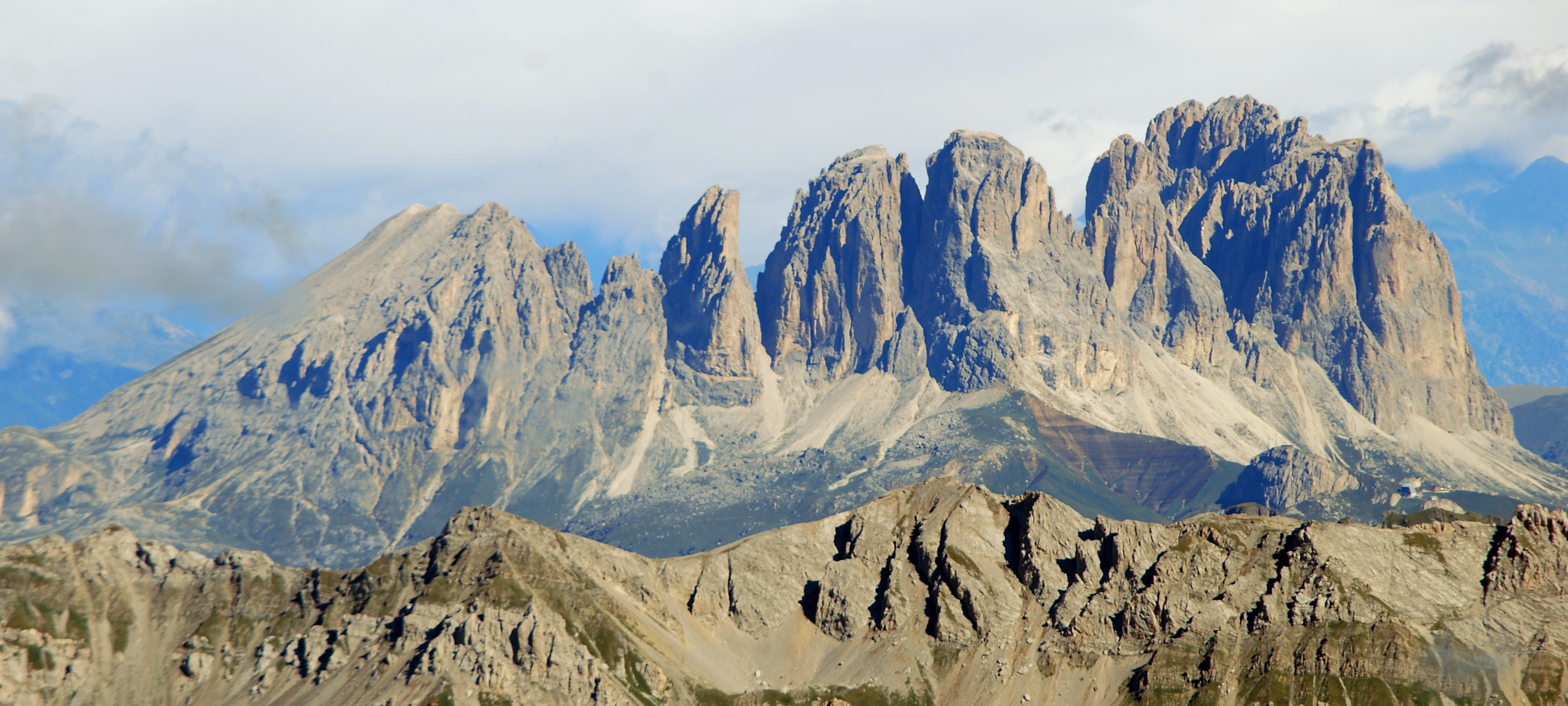
Die gesamte Langkofelgruppe von Süden, die Kette der Gipfel ist klar sichtbar
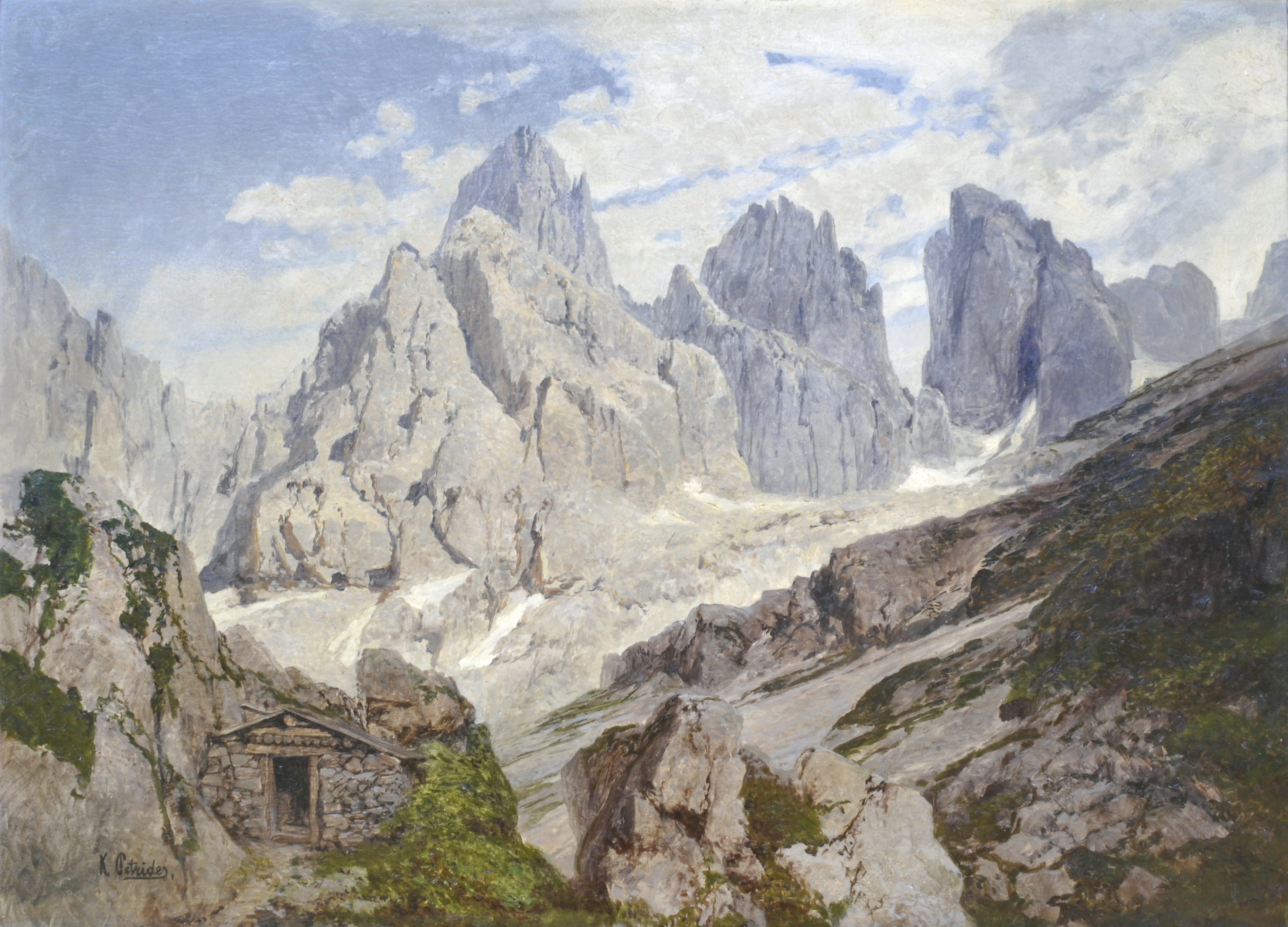
Gemälde von Konrad Petrides (1864–1944) von Nordwesten, Mitte rechts der Innerkoflerturm